# إدارة تشيمالتينانغو
إدارة تشيمالتينانغو (بالإنجليزية: Chimaltenango Department)‏  هي إداراة في غواتيمالا، تتبع غواتيمالا، بلغ عدد سكانها 655200  نسمة في 2003، عاصمتها تشيمالتنانغو، تبلغ مساحتها 1979 كيلومتر مربع.